# Dendropsophus xapuriensis
Dendropsophus xapuriensis es una especie de anfibio anuro de la familia Hylidae.
Se distribuye por el estado de Acre en Brasil y en el Departamento de Pando en Bolivia.
Sus hábitats naturales incluyen praderas parcialmente inundadas, marismas intermitentes de agua dulce, plantaciones, jardines rurales, zonas previamente boscosas ahora muy degradadas y zonas agrícolas inundadas.